# Musto (entreprise)
Pour les articles homonymes, voir Musto.
Musto est une marque de vêtements basée en Angleterre. Elle a été créée en 1964 par Keith Musto, un ingénieur et marin olympique britannique. Musto vend des vêtements pour la pratique de la voile, de l'équitation, du tir et pour le plein air.

## Histoire
En 1979, Musto développe le premier système de vêtements à trois couches pour les marins. En 1987, Keith Musto remporte le British Design Council Award pour ses vêtements océaniques. En 1989, Musto est devenu le fournisseur de la RNLI pour ses équipages de canots de sauvetage en mer.
En 2010, la société a obtenu des mandats royaux, les désignant comme fournisseurs officiels, de la part de la Cour d'Angleterre[réf. souhaitée]. 
Musto a également travaillé en étroite collaboration avec la cavalière Zara Phillips pour lancer une gamme de vêtements équestres conçue conjointement, nommée ZP176. 
En 2017, Musto a été acquis par le fabricant norvégien de vêtements de plein air Helly Hansen, qui lui-même a ensuite été acquis en 2018 par le canadien Canadian Tire.

## Communication
Musto parraine la navigatrice anglaise Ellen MacArthur depuis 1994. La marque a aussi parrainé le Vestas Sailrocket ainsi que Pete Goss et son équipage du Spirit of Mystery. Musto est par ailleurs le sponsor en titre du Musto Skiff. En équitation, l’entreprise parraine Zara Phillips, William Fox-Pitt, Kristina Cook et Matthew Wright. Elle sponsorise également la tireuse sportive britannique Charlotte Kerwood.